# Bingawan
Bingawan (Bayan ng Bingawan) är en kommun i Filippinerna. Kommunen ligger på ön Panay, och tillhör provinsen Iloilo. Folkmängden uppgår till 11 866 invånare.
Bingawan är indelat i 14 barangayer.